# مارك ويلسون (فيلسوف)
مارك ويلسون (بالإنجليزية: Mark Wilson)‏ هو فيلسوف أمريكي، ولد في 1947.